# 2. Armee (Wehrmacht)
Die 2. Armee/Armeeoberkommando 2 (kurz: A. O. K. 2) war ein Kommandobehörde des Heeres der Wehrmacht während des Zweiten Weltkrieges. Sie war Oberkommando jeweils wechselnder Armeekorps sowie zahlreicher Spezialtruppen.

## Geschichte
Die 2. Armee wurde erstmals bei der Mobilmachung für den Überfall auf Polen am 26. August 1939 aufgestellt und fungierte von Beginn an als Heeresgruppenkommando. Am 2. September wurde sie in Heeresgruppe Nord umbenannt.
Die Armee wurde erneut am 20. Oktober 1939 unter General der Kavallerie Maximilian von Weichs durch Umbenennung des in den Westen verlegten AOK 8 aufgestellt. Im Westfeldzug unterstand sie der Heeresgruppe A und nahm an den Gefechten um Paris teil. Im April 1941 griff sie während des Balkanfeldzugs von Österreich aus gemeinsam mit der aus Bulgarien operierenden 12. Armee Jugoslawien an und nahm Belgrad ein.
Gliederung April 1941 (Operation Marita)
- LI. Armeekorps unter Generalleutnant Reinhard mit 101. leichte-, 132. und 183. Infanterie-Division
- XXXXIX. Gebirgskorps unter General der Gebirgstruppen Kübler mit 1. Gebirgs-Division
- XXXXVI. mot. Armeekorps unter General Vietinghoff mit 8. und 14. Panzer-Division und 16. Infanterie-Division (mot.)
- LII. Armeekorps unter General von Briesen mit 125. Infanterie-Division
- Reserve: 79. (im Mai 1941 zum LII. AK), 169. und 197. Infanterie-Division

Am 22. Juni 1941 um 8:00 Uhr, erhielt die Führung des A. O. K. 2 das Stichwort für die Verlegung nach Posten. Damit setzte sich das Vorauskommando per Landmarsch in Bewegung. Sie fuhren von München aus los, erreichten Dresden  am 23. Juni und den Bereitstellungsraum in Posen um 17:30 Uhr. Um 18 Uhr setzte sich der erste Transport mit Truppen und Material aus München aus in Bewegung und erreichte den Bereitstellungsraum am 24. Juni um 22:30 Uhr. In den nächsten Tagen erreichten nach und nach alle Truppenteile den Bereitstellungsraum. Darunter gehörten unter anderem der Ob.Bau-Stab 18 und der Artillerieregiment-Stab 109. Am 26. Juni wurde das A. O. K. 2 der Heeresgruppe Mitte unterstellt kämpfte zu Beginn des Unternehmens Barbarossa am südlichen Flügel der Heeresgruppe Mitte an der Ostfront.
Im August wurde sie der Heeresgruppe Mitte entzogen und der Armeegruppe Guderian unterstellt, um an der Schlacht um Kiew teilzunehmen. Danach kämpfte sie mit dem XIII., LIII. und XXXXIII. A.K. in der Doppelschlacht bei Wjasma und Brjansk und am Südabschnitt der Schlacht um Moskau. Am 25. Oktober 1941 wechselte das A. O. K. 2 aus den Raum Brjansk zurück an den rechten Flügel der Heeresgruppe Mitte, indem sie drei Korps der 2. Panzerarmee übernahm und diese in Richtung auf Liwny, Jelez, Tim und Kursk vorschob. Nach der Jelezer Operation wurde die 2. Armee Anfang 1942 der Heeresgruppe Süd unterstellt und nahm an Abwehrkämpfen im Raum Kursk teil.
Gliederung Januar 1942
- Höh. Kdo XXXV. A.K. mit 56., 134., 262. und 293. Infanterie-Division
- LV. Armeekorps mit 45., 95. und 168. Infanterie-Division sowie 221. Sicherungs-Division
- XXXXVIII. Armeekorps (mot.) mit 9. Panzer- und 16. Infanterie-Division (mot.)

Im Juni und Juli 1942 wurde sie als Armeegruppe von Weichs bezeichnet, in dieser Zeit waren ihr die ungarische 2. Armee und die 4. Panzerarmee unterstellt. Als solche führte sie zu Beginn des Unternehmens Blau den Angriff auf Woronesch durch.
Nach der Aufstellung der Heeresgruppe B, die der bisherige Armeebefehlshaber Generaloberst Maximilian von Weichs übernahm, wurde sie dieser unterstellt und nahm bis 1943 an Abwehrkämpfen im Raum Woronesch teil.
Im Februar 1943 wurde die 2. Armee wieder der Heeresgruppe Mitte unterstellt. Während des Unternehmens Zitadelle verteidigte die Truppen die Front zwischen Sewsk und Rylsk im Raum westlich von Kursk.
Gliederung Juli 1943
- VII. Armeekorps unter General Hell mit 68., 75., 26. und 88. Infanterie-Division
- XIII. Armeekorps unter General Straube mit 82., 327., 340. und 377. Infanterie-Division

In der Tschernigow-Poltawa-Operation (ab 26. August 1943) gelang es der sowjetischen 60. Armee in die deutsche Verteidigungslinien südlich von Sewsk einzubrechen. Nach dem Einsatz des 9. Panzerkorps und der 65. und 31. Armee gelang es den Einbruch bis zum 31. August auf 100 Kilometer Breite und 60 Kilometer Tiefe auszudehnen. Am 2. September ging Sumy verloren, die 2. Armee musste sich kämpfend auf den Sosch-Abschnitt zurückziehen. Dabei gingen das XIII. und VII. Armeekorps südlich des Pripjat in den Befehlsbereich der 4. Panzerarmee über, während die 2. Armee neugegliedert im Raum Gomel verblieb. Nach dem Verlust von Gomel (26. November) an die sowjetische 48. Armee erfolgte der Rückzug auf die Dnepr-Linie bei Shlobin, wo die 2. Armee wieder den Südflügel der Heeresgruppe Mitte bildete.
Die sowjetische Sommeroffensive Operation Bagration (Juni 1944) überstand die 2. Armee im Pripjat-Gebiet relativ unbeschadet. Nach dem Verlust von Pinsk (14. Juli) musste bis Ende Juli auch der feste Platz Brest-Litowsk geräumt werden.
Gliederung Januar 1945
- XX. Armeekorps unter General der Artillerie von Roman mit 14., 102., 129. und 292. Infanterie-Division
- XXIII. Armeekorps unter General der Infanterie Melzer mit 7., 299. Infanterie- und 5. Jäger-Division
- XXVII. Armeekorps unter General der Artillerie Felzmann mit 35., 252. Infanterie- und 542. Volksgrenadier-Division

Im Januar 1945 wurde die Armee der neugebildeten Heeresgruppe Weichsel unterstellt und verteidigte während der Schlacht um Ostpreußen am Narew-Abschnitt. Der Widerstand der 2. Armee war für die 2. Weißrussische Front stärker als erwartet und erlaubte den Sowjets am 14. Januar nur ein Vorgehen von 7–8 Kilometer Tiefe. Erst als sich General Rokossowski entschloss, auch die 2. Stoßarmee in die Schlacht einzuführen, gelang der Durchbruch auf Neidenburg. Am 17. und 18. Januar fielen Modlin, Płońsk und Płock in sowjetische Hände. Nach dem Verlust der Narew-Stellungen wurde die 2. Armee zum Schutz der von den Sowjets bedrohten Danziger Bucht mit dem Aufbau einer neuen Front an der unteren Weichsel betraut, die sich von Graudenz über Zempelburg und Märkisch Friedland bis nach Stargard erstreckte. Während der Schlacht um Ostpommern verlor die 2. Armee Graudenz und die Flusslinie zwischen Weichsel und Nogat. Die 2. Armee wurde am 7. April 1945 in Armee Ostpreußen umbenannt und war für die Verteidigung der restlichen Gebiete an der Danziger Bucht und in Ostpreußen zuständig. Sie kapitulierte nach einem Monat am 8. Mai 1945 vor der Roten Armee.

## Oberbefehlshaber
- Generaloberst Fedor von Bock: 26. August bis 2. September 1939
- Generaloberst Maximilian von Weichs: 20. Oktober 1939 bis 15. November 1941
- General der Panzertruppe Rudolf Schmidt: 15. November 1941 bis 15. Januar 1942 (m.st.F.b.)
- Generaloberst Maximilian von Weichs: 15. Januar 1942 bis 15. Juli 1942
- Generaloberst Hans von Salmuth: 15. Juli 1942 bis 3. Februar 1943
- Generaloberst Walter Weiß: 4. Februar 1943 bis 9. März 1945
- General der Panzertruppe Dietrich von Saucken: 10. März bis 9. Mai 1945

## Chefs des Generalstabs
- Generalleutnant Hans von Salmuth: 26. August bis 2. September 1939
- Generalleutnant Hans-Gustav Felber: 20. Oktober 1939 bis 15. Februar 1940
- Generalmajor Rudolf Konrad: 15. Februar bis 1. November 1940
- Oberst Hermann von Witzleben: 1. November 1940 bis 26. Oktober 1941
- Generalleutnant Gustav Harteneck: 26. Oktober 1941 bis 20. November 1943
- Generalmajor Henning von Tresckow: 20. November 1943 bis 21. Juli 1944
- Oberst i. G. von Schewen: 22. Juli bis 1. August 1944
- Generalmajor Robert Macher: 1. August 1944 bis 9. Mai 1945